# اماغتن (أتليت)
اماغتن هي إحدى مشيخات المملكة المغربية، تتبع جغرافيا لإقليم طاطا وإداريًا لأتليت. يقدر عدد سكانها بـ 617 نسمة حسب الإحصاء الرسمي للسكان والسكنى لسنة 2004.